# Pairalisme

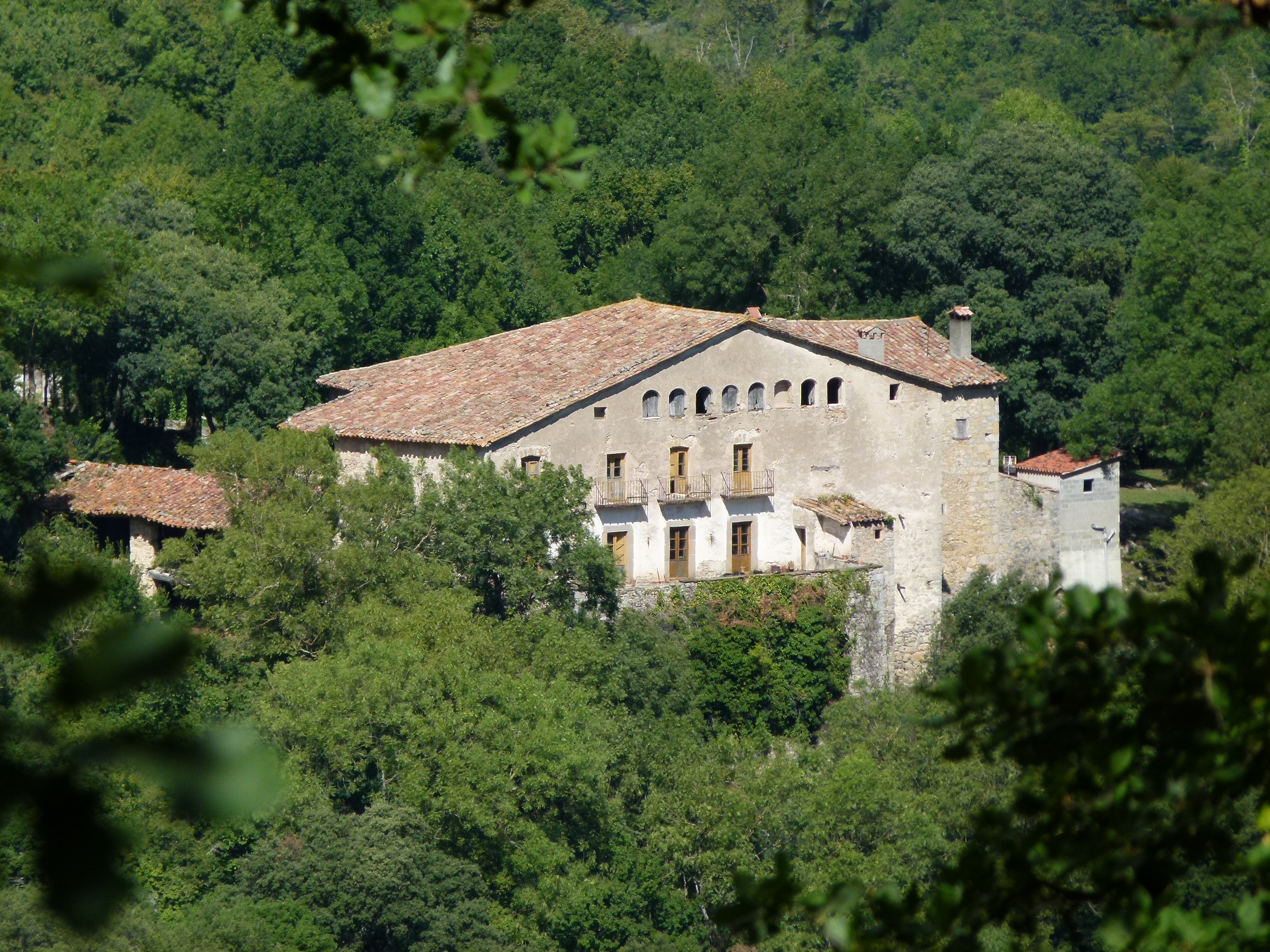
Masia o casa pairal catalana.

El pairalisme fou una actitud i/o sistema de valors (i, segons com, també un moviment cultural) que idealitzava la vida tradicional de la pagesia catalana i la vida rural a partir d'un record retrospectiu del passat excessivament benèvol, nostàlgic, i moltes vegades fals. No es tractava d'un programa definit sinó que més aviat era un conjunt de creences subjectives. No obstant això, altres el descriuen com una ideologia estructurada que pretenia defensar, mantenir o recuperar una sèrie de pràctiques familiars i econòmiques que beneficiaven a la pagesia propietària i rica. Es va donar sobretot al tombant de segle xix al XX en un moment en què les ciències de la història i l'antropologia es trobaven encara a les beceroles.

## Origen del terme

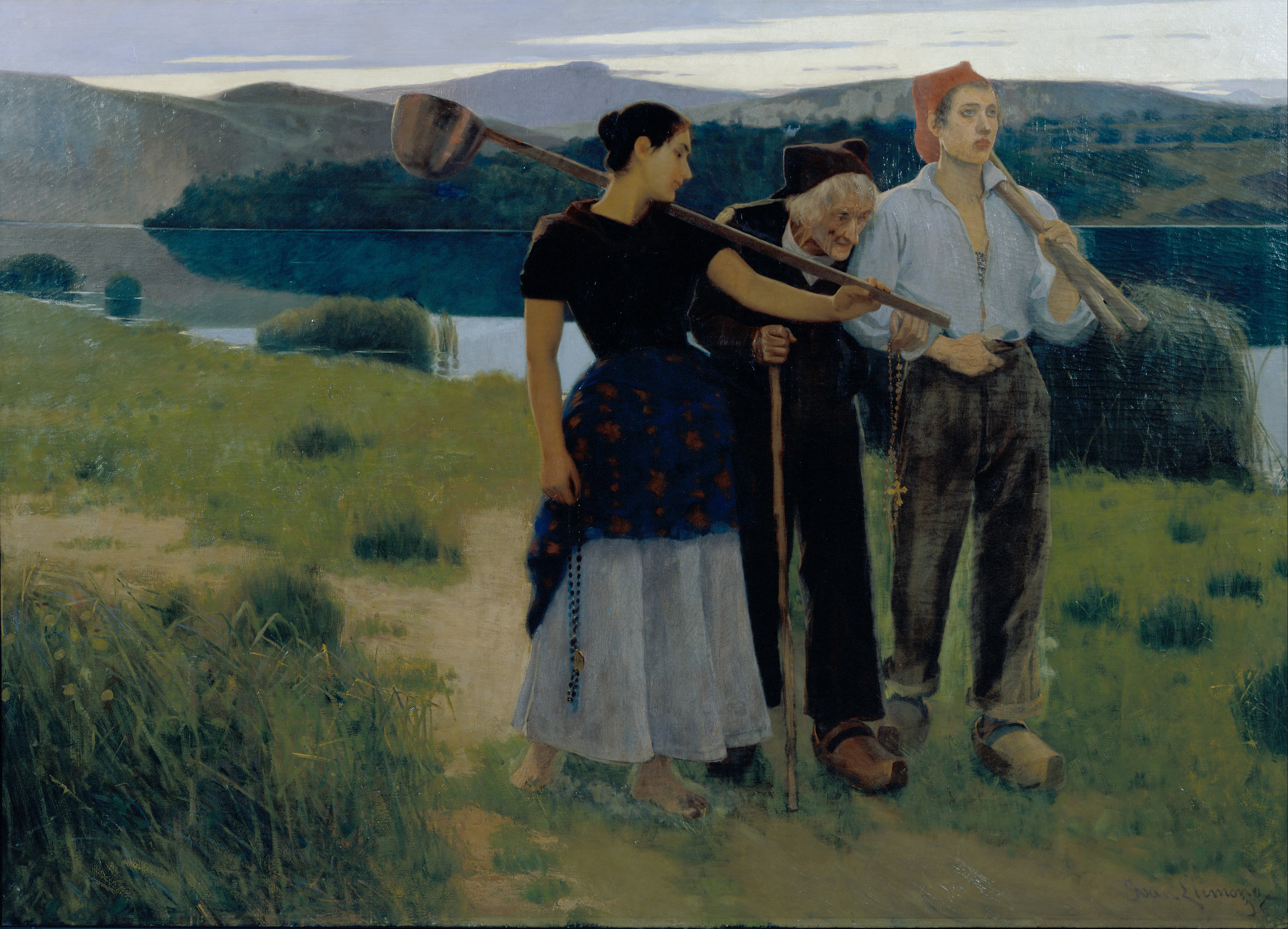
Tornant del tros és una idealització rural de Joan Llimona.

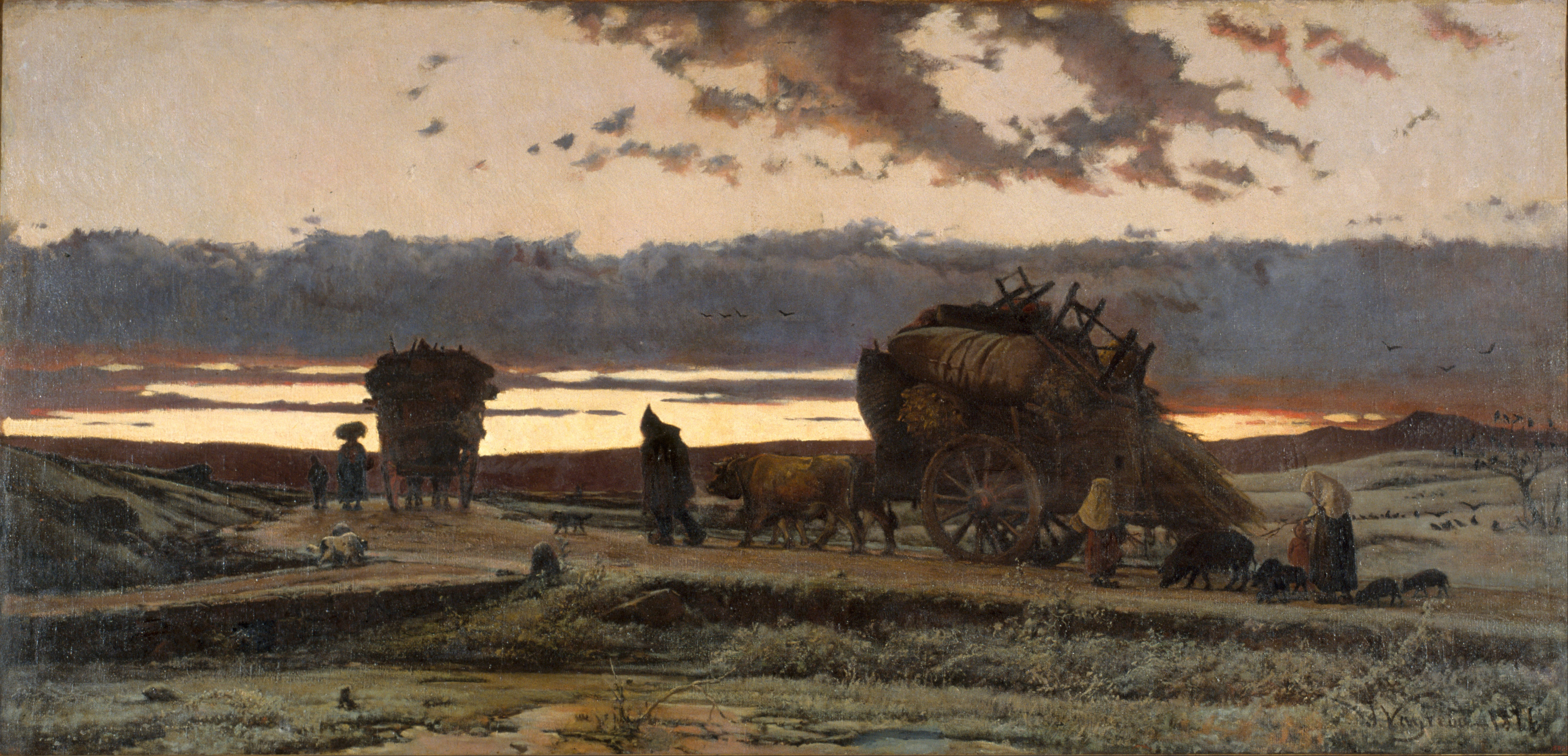
En canvi, Recança de Joaquim Vayreda reflecteix el desnonament d'uns masovers.

Etimològicament prové de la paraula occitana paire, que significa pare, i de l'adjectiu català "pairal". La paraula defineix una certa tendència a veure positivament les coses o actituds dels pares i, per extensió, la vida dels avantpassats. El terme fou utilitzat per historiadors, antropòlegs, crítics literaris i juristes per definir determinades persones o actituds, així com algunes maneres de pensar i certes obres literàries. De fet, és significatiu que no hi va haver mai cap organització ni moviment que s'autoanomenés com a "pairalista".

## Pressupòsits
En general, el pairalisme dibuixava un passat imaginari en què la vida al camp transcorria en harmonia i amb benestar social. Avui dia la historiografia ha desmentit els tòpics a través de les moltes investigacions que demostren l'extrema duresa de la vida al camp. Algunes d'aquestes generalitzacions pairalistes eren:
- Al camp l'ascens social era fàcil i el podia aconseguir qualsevol amb esforç i treball (per tant, si no s'aconseguia és que s'era gandul): En realitat, la investigació històrica demostra contínuament que passar de jornaler a masover, i de masover a propietari de terres, no era senzill, ni ràpid, ni barat, i en la majoria dels casos no era ni possible.
- Els contractes d'emfiteusi i de parceria contribuïen al progrés de la pagesia humil: En realitat, els pairalistes oblidaven l'alt grau d'explotació laboral que comportaven aquest tipus de contractes del camp. També s'oblidaven d'esmentar que els propietaris de les terres arrendades feien pagar una renda als pagesos emfiteutes, i que com més s'esforcessin aquests més cobraven ells.
- Al camp català no hi havia conflictes socials perquè tothom acceptava resignadament la posició que li tocava: En realitat els episodis de conflictes i guerres són reiterats al llarg de la història: conflicte remença, carlinades, conflicte rabassaire…
- La feina de masover era estable i fixa: En realitat, hi havia una important mobilitat dels masovers, que eren contractats i acomiadats amb una freqüència més elevada del que hom pensava. Òbviament, les condicions de l'arrendament i la durabilitat del pacte entre pagès propietari i pagès masover depenien molt de cada cas individual.
- La pagesia catalana era homogènia: En realitat, la vida i el treball pagès tenia formes diferents al llarg i ample del territori.
- La perfecció de la família pairal, i especialment de la figura de l'hereu i el concepte de llegítima, eren motiu d'elogi: Defensaven la tradició catalana de l'hereu, ja que preservava moltes propietats de dividir-se entre els fills; i no veien cap inconvenient en la tradició de col·locar i adjudicar el destí a la resta de germans i germanes. Les propostes igualitaristes, que propugnaven de repartir el patrimoni, van arribar a ser titllades de "socialistes" pels pairalistes.

N'és un exemple il·lustratiu aquesta cita de l'època:
| «                                                | (castellà) ...el feliz y fecundo medio con que se ha hecho productiva la propiedad rural de Catalunya, y con que sin trastorno ni sacrificio de intereses, ni aun de voluntades vieron nuestros abuelos, han visto nuestros padres y estamos viendo nosotros erigirse en propietario al jornalero, adquirir legítimamente y sin necesidad de numerario un patrimonio más o menos vasto o reducido, pero proporcionado comunmente a sus necesidades, y bastante siempre para procurarle la independiente posición de propietario y satisfacer por lo tanto el sentimiento de una justa y digna igualdad...' | (català) ... el feliç i fecund mitjà amb què s'ha tornat productiva la propietat rural a Catalunya, i amb la qual, sense trastorn ni sacrifici d'interessos, ni tan sols de voluntats, van veure els nostres avis, han vist els nostres pares, i estem veient nosaltres erigir-se en propietari el jornaler, adquirir legítimament, i sense necessitat de capital, un patrimoni més o menys gran o reduït, però generalment proporcionat a les seves necessitats, i sempre suficient per procurar-li la independent posició de propietari, i satisfer així el sentiment d'una justa i digna igualtat...' | » |
| — Marià Fages de Sabater (original en castellà). | | |   |

Aquesta visió falsejada ha quedat superada per l'enorme avanç historiogràfic que ha investigat l'inacabable patrimoni notarial català. Aquest ofereix un filó de documents gràcies als quals podem descriure les condicions de vidra i el pes d'unes tradicions que condicionaven el futur de cada individu. Especialment descriptius acostumen a ser els capítols matrimonials, que preveien els heretaments futurs, o descrivien les cessions de terres en règim d'emfiteusi o de parceria.

## La crisi del pairalisme
Aquesta visió ensucrada de la "feliç" vida de pagès cal entendre-la com una reacció oposada a l'emergència del món industrial - urbà, i als seus conflictes derivats. L'èxit de la industrialització i de les professions liberals urbanes va incrementar el valor que se li donava al nou món, desvaloritzant l'antic. La tendència era confirmada per tots aquells germans cabalers col·locats que s'enriquien i ascendien socialment emigrant a la ciutat. La crisi agrària era dura i eren molts els patrimonis tradicionals que desapareixien en no poder superar les crisis cròniques i l'endeutament de les hisendes. També hi tingué un paper la fiscalitat de l'estat sobre les herències. Tot plegat va motivar el canvi de les actituds dels propietaris rurals: llurs estratègies matrimonials es van obrir als nous grups socials emergents; molts canviaren de lloc de residència, i fins i tot de professió invertint en altres sectors econòmics; i alguns patrimonis van començar a dividir-se entre els fills.
La forta inèrcia de l'economia general condemnava el pairalisme militant, que va quedar obertament obsolet quan es feu evident que aquelles tradicionals relacions socials que pretenia justificar ja havien canviat o desaparegut. Malgrat tot, no es pot menystenir la influència que encara té avui dia en la idea que tenim de com era en el passat el món rural català.

## Expressions del pairalisme
Les mostres documentals més clares de pairalisme es van publicar, en general, al tombant del segle xix al XX, en un moment en què les investigacions històriques i antropològiques eren poc profundes encara. Nogensmenys coincideix en un moment àlgid de descontentament al camp per la crisi agrària (la fil·loxera, el conflicte rabassaire…) i pels canvis socials i polítics del moment (la crisi de la restauració, la llei de contractes de conreu…): tot plegat amb el colofó de la classe pagesa demanant la propietat de la terra que treballava.
Els principals camps influïts per visions pairalistes de la vida rural catalana foren: la literatura, la teoria jurídica, la història, el folklore…
Políticament cal ressaltar la profunda influència que tingué el pairalisme en el procés de fonamentació del pensament regionalista català. No obstant això, cal tenir present que altres països europeus també van desenvolupar pensaments homòlegs.

### Actituds
Una de les característiques més habituals dels pairalistes era el paternalisme rural que expressaven, bàsicament, els propietaris agrícoles, lloant una pretesa relació filial entre la pagesia pobra i la benestant (quan, en realitat, les condicions de vida eren molt desiguals). Fins i tot, hom ha arribat a encunyar el concepte de "familisme rural".
A vegades els pairalistes actuaven amb un cert aire arcaïtzant, o els complaïa aquesta manera de fer.